# Centre de formation du Football Club de Metz
Le centre de formation du Football Club de Metz est un centre de formation de football destiné à former les jeunes joueurs du FC Metz, club de football professionnel situé à Metz, en Moselle, en leur fournissant une structure d'hébergement, un accompagnement scolaire et un programme de formation sportive. La structure actuelle situé proche du Stade Saint-Symphorien est inaugurée le 1er septembre 1995, tandis que le centre de formation à son origine, situé à Vaux est inaugurée en 1975, avec Georges Huart comme premier directeur. Les équipes de jeunes ont remporté quelques titres comme la Coupe Gambardella en 1981, 2001 ou encore 2010.
Anciennement situé à Vaux, en Moselle, le centre de formation du FC Metz fait partie des 17 centres de formation français, homologués de catégorie 1 classe A. Le centre de formation se classe en tête du classement du Challenge du meilleur club de jeunes professionnel de la Fédération française de football lors de la saison 1989-1990.

## Historique

### Les débuts du centre de formation
Au début des années 70, le jeune président du club, Carlo Molinari, entreprend le projet de créer un centre de formation, en Moselle, destiné à former les jeunes joueurs de la région, conscient du talent en matière de footballeur dans la région, dans le but de faire grandir le FC Metz sur l'échelle nationale et européenne.
En 1975, le centre est officiellement inauguré, au Chalet les Vaux, à la sortie de la ville de Vaux, à environ 12 km de Metz. Lors de sa première année d'exploitation, Molinari désigne Georges Huart à la direction du centre de formation.
Seulement six ans après le lancement du centre, le FC Metz remporte la finale de la Coupe Gambardella en 1981, la plus prestigieuse des compétitions chez les jeunes footballeurs, face à l'OGC Nice sur le score de un but à zéro. Dans l'équipe du FC Metz, on y retrouve Luc Sonor, futur international de l'Équipe de France, ou encore le buteur de cette finale, Marco Morgante, futur vainqueur de la Coupe de France avec le club mosellan et légende du F91 Dudelange au Luxembourg.
En 1989-1990, le FC Metz se classe en tête du classement du Challenge du meilleur club de jeunes professionnel de la Fédération française de football.

### L'un des meilleurs centre de formation de France
Le 1er septembre 1995, après 20 ans à Vaux, la direction du club inaugure le centre de formation sur l’îlot Saint Symphorien, proche du Stade Saint-Symphorien, grâce au concours de la Ville de Metz et du Conseil Général de Moselle.
Un an plus tard, le club inaugure une plaine de jeu gazonnée de 2 hectares, sur le site de l’actuel « Centre Technique de la Plaine Saint Symphorien », exclusivement réservé à la formation ainsi que la création d’une Antenne de Formation par l’apprentissage, permettant de structurer le parcours des jeunes apprentis-footballeurs. En parallèle, la même année, le club décide d'ouvrir une section sportive scolaire au Collège Arsenal, devenu structure d’appui du Pôle Préformation du club.
En 2001, le FC Metz de Pascal Janin remporte sa deuxième Coupe Gambardella face au SM Caen au Stade de France devant 40 000 spectateurs. Dans cette équipe, on y retrouve Ludovic Obraniak, futur international polonais et vainqueur du championnat de Ligue 1 avec le LOSC Lille, Franck Béria lui aussi champion avec Lille, ou encore Ludovic Butelle, futur meilleur gardien de Ligue 2 et de Jupiler Pro League.

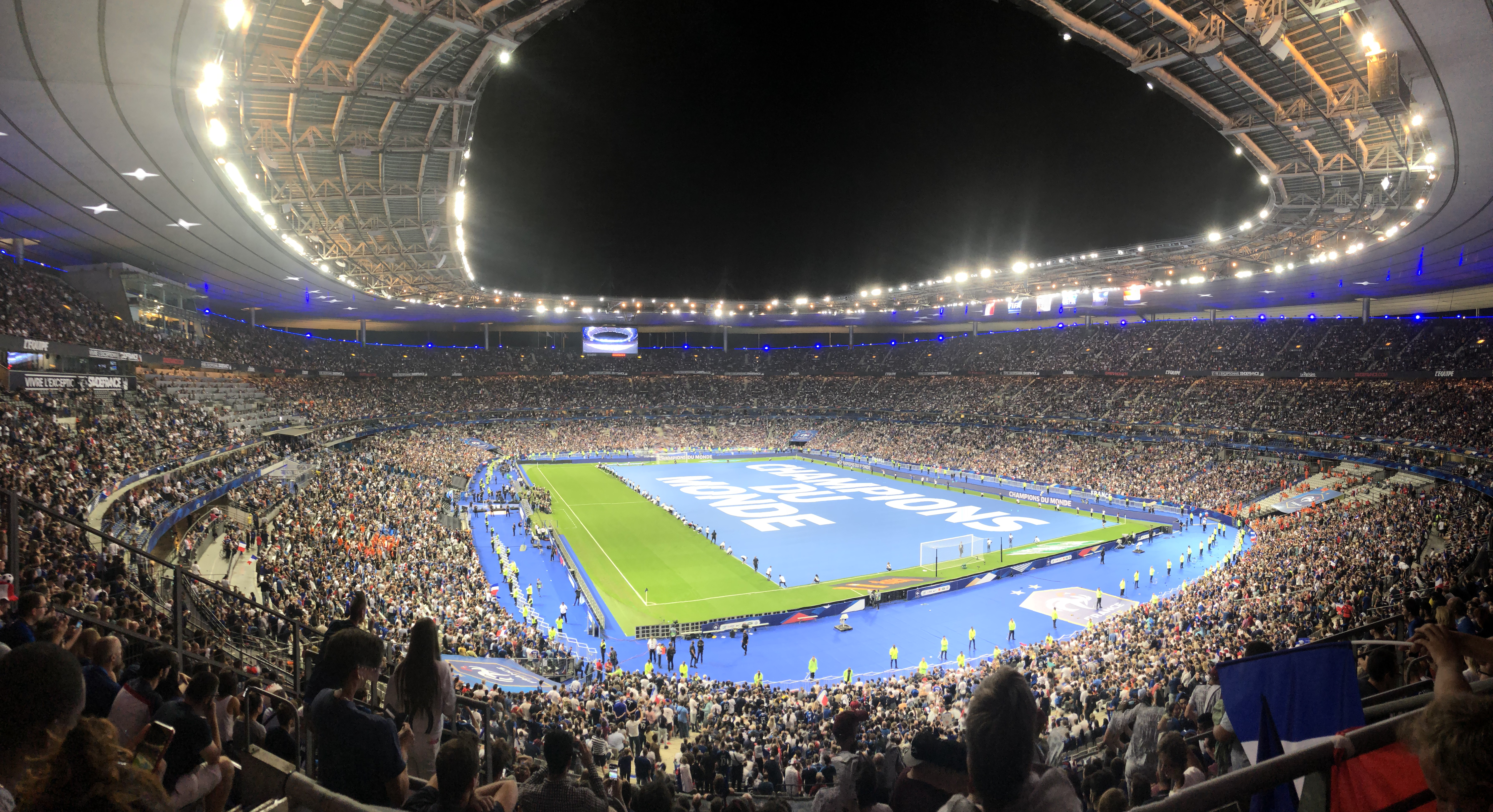
Le Stade de France, lieu des finales de la Coupe Gambardella

En 2010, le FC Metz remporte son troisième titre en Coupe Gambardella, lors d'une finale au Stade de France face au FC Sochaux-Montbéliard, lors d'une séance de tirs au but après un score de un partout. Quelques noms deviendront célèbres, tel que Kalidou Koulibaly, le vosgien futur vainqueur de la Serie A avec le SSC Naples ou encore de la CAN avec le Sénégal, ou bien Bouna Sarr, futur joueur de l'Olympique de Marseille et du FC Bayern Munich. Grâce à ce nouveau titre, Metz devient, à égalité avec d'autres clubs, le 3e club le plus titré de la compétition derrière le Nîmes Olympique et l'AJ Auxerre.
En juillet 2015, le FC Metz démarre un vaste projet de rénovation du centre d’hébergement : salle de restaurant, cuisine, chambres ainsi que le démarrage d’un programme d’aménagement du « Centre Technique de la Plaine Saint Symphorien » avec une rénovation du terrain synthétique no 2 et de l’aire de jeu réduit ainsi que l'extension du bâtiment vestiaires.
En 2018, Bernard Serin, président du club, signe un accord avec le mairie de Metz pour la construction d'un tout nouveau centre d'entraînement et d'infrastructures à la base aérienne de Frescaty pour un total de 28 M€ sur huit ans. Les jeunes du centre de formation pourront alors s'entraîner sur des installations flambant neuves.
À l’issue de la saison 2024-2025, le centre de formation du FC Metz se classe parmi les meilleurs de Ligue 2 en matière de scolarité, aux côtés du FC Lorient et du SM Caen. Depuis la saison 2022-2023, le FC Metz se stabilise avec une note globale de 2,5/5 attribuée par la FFF. Dans le même temps, le club se classe 31e centre de formation en Europe parmi ceux ayant formé le plus de joueurs évoluant dans les cinq grands championnats européens entre 2006 et 2024, ce qui place le FC Metz devant des clubs tels que Chelsea ou encore Liverpool.

## Partenariat avec l'AS Génération Foot

### Histoire du partenariat
Depuis novembre 2003, un partenariat entre le FC Metz et l'AS Génération Foot existe, faisant du club mosellan le premier club français à avoir un centre de formation en dehors de la France. En échange d’une dotation en équipements et d’une aide financière au fonctionnement de l’Académie, le club mosellan a une priorité de sélection sur les joueurs qui y sont formés.
Ce système de "clubs partenaires", précurseur pour son époque, sera utilisé par l'Olympique de Marseille avec le club sénégalais du Diambars FC en 2019, mais sans grand succès pour les olympiens, stoppant le contrat de partenariat en 2022, contrairement au FC Metz et à l'AS Génération Foot.
Une seconde convention qui réaffirme les engagements des deux clubs est signée le 1er janvier 2010. Elle officialise également le projet de construction de nouvelles installations pour poursuivre le développement de l'académie. Cela aboutit à la création du Centre Amara Touré qui est basé à Déni Birame Ndao, à quelques kilomètres de Dakar. Ce centre est inauguré le 16 novembre 2013 et comporte tous les équipements nécessaires à l'épanouissement des jeunes footballeurs : des terrains engazonnés et synthétiques, dont un de compétition, des vestiaires, des hébergements, de la restauration, un cabinet médical et une salle de musculation.

### Les joueurs formés au Sénégal et à Metz
Grâce à la formation de l'AS Génération Foot et du FC Metz, de nombreux jeunes joueurs sénégalais démarrent leurs carrières professionnels au sein du club mosellan. 

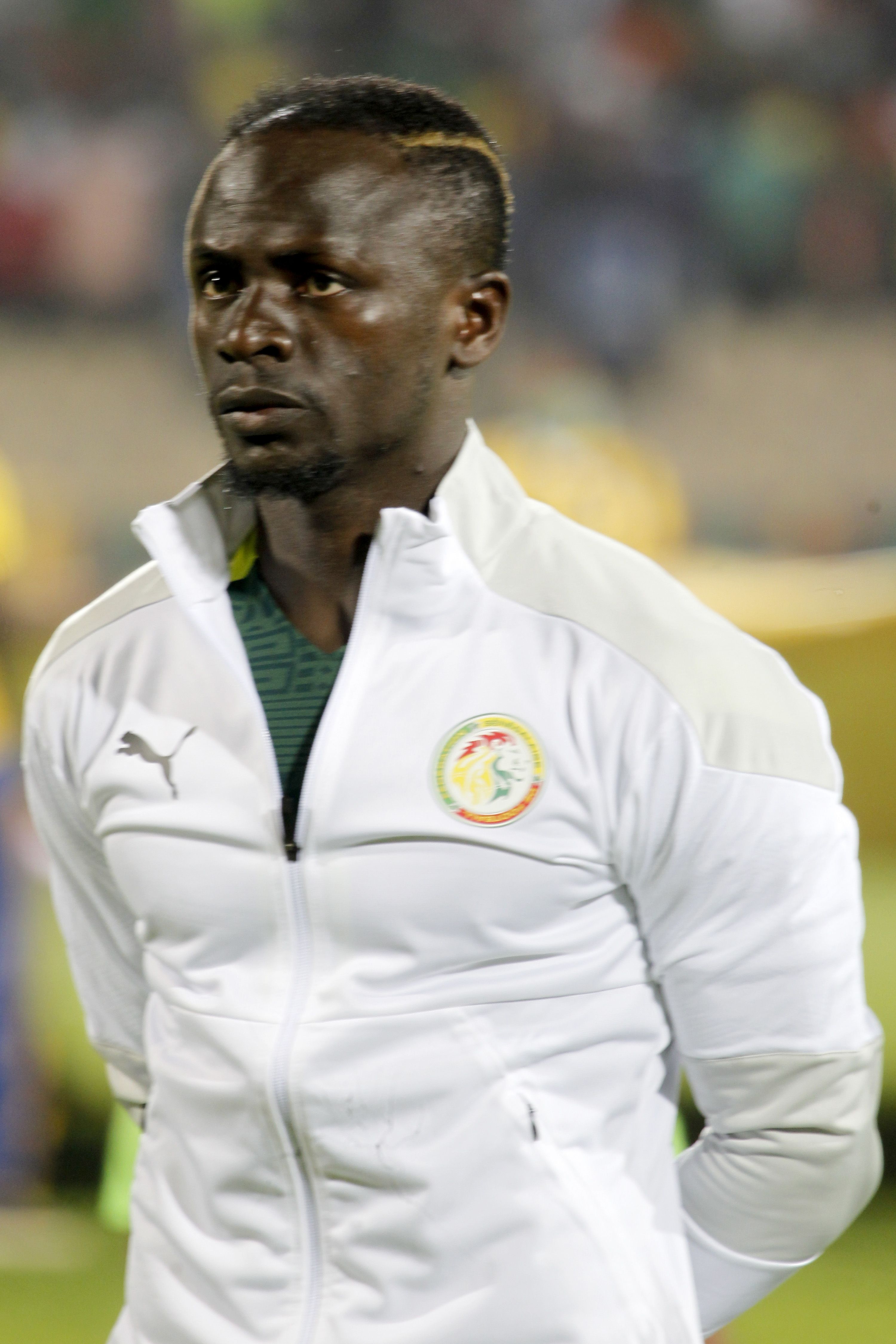
Sadio Mané, formé à Génération Foot et au FC Metz

Parmi eux, le plus célèbre de cette formation franco-sénégalaise est Sadio Mané, considéré comme le meilleur joueur sénégalais de l'histoire du football et l'un des meilleurs joueurs de l'histoire d'Afrique. Vainqueur de la Ligue des champions de l'UEFA (et devenant le premier joueur sénégalais de l'histoire à disputé une finale de Ligue des champions), 2e et 4e du Ballon d'or en 2022 et 2019, meilleur buteur de l'histoire du Sénégal ou encore vainqueur de la CAN en 2021, Sadio Mané montre la réussite de ce partenariat entre les deux clubs, faisant de l'AS Génération Foot le meilleur centre de formation du pays. De nombreux joueurs sénégalais rêvent par la suite une trajectoire similaire à Mané, ce dernier n'hésitant d'ailleurs pas à conseiller les jeunes joueurs de l'académie à rejoindre le FC Metz.

## Palmarès et résultats

### Palmarès
| Compétitions officielles masculines | Tournois amicaux et saisonniers masculins                                                                                       |
| --- | --- |
| - Championnat National U17 - Champion en 2001 - Championnat National U16 - Champion en 2005 - Coupe Gambardella (3) - Vainqueur en 1981, 2001 et 2010 - Finaliste en 1994 et 1996. Anciennes compétitions - Championnat de France Cadets/Challenge Paul Nicolas - Vice-champion en 1990. - Challenge du Meilleur Club de Jeunes - Vainqueur en 1990. | - Coupe Nationale des Benjamins U12 - Vainqueur en 2002 - Coupe Nationale des Poussins - Vainqueur en 1992 - Finaliste en 1995. |
| - Championnat National U17 - Champion en 2001 - Championnat National U16 - Champion en 2005 - Coupe Gambardella (3) - Vainqueur en 1981, 2001 et 2010 - Finaliste en 1994 et 1996. Anciennes compétitions - Championnat de France Cadets/Challenge Paul Nicolas - Vice-champion en 1990. - Challenge du Meilleur Club de Jeunes - Vainqueur en 1990. | Compétitions féminines |
| - Championnat National U17 - Champion en 2001 - Championnat National U16 - Champion en 2005 - Coupe Gambardella (3) - Vainqueur en 1981, 2001 et 2010 - Finaliste en 1994 et 1996. Anciennes compétitions - Championnat de France Cadets/Challenge Paul Nicolas - Vice-champion en 1990. - Challenge du Meilleur Club de Jeunes - Vainqueur en 1990. | - Challenge National Féminin U19 - Vainqueur en 2016                                                                            |

Au cours de son histoire, l'équipe réserve masculine a remporté son groupe lors du championnat de Division 3 en 1979, 1983 et 1984, le championnat de National 2 en 1997, le championnat de CFA 2 en 2010 et 2014, ainsi que la Division d'Honneur (Régional 1) en 1952, 1965, 1968 et 2019.

## Structures

### Équipements sportifs et scolaires
Le centre d'hébergement de l'Îlot Saint-Symphorien regroupe l’ensemble des infrastructures nécessaires à la vie quotidienne des jeunes joueurs en formation. À l'intérieur, on y retrouve :
- Un internat composé de 22 chambres doubles, 3 chambres de 4 lits, un espace détente, et une salle TV
- Un restaurant avec véranda et terrasse
- Une salle de musculation
- Un espace médical
- Un espace pédagogique composé de 5 salles de cours et équipé : ordinateurs, Wifi, bibliothèque, etc.

Le « Centre Technique de la Plaine Saint-Symphorien » regroupe l'ensemble des infrastructures sportives nécessaire à l'entraînement et à la compétition avec un plateau d'entraînement gazonné, deux terrains synthétiques, un carré de jeu synthétique ainsi qu'un club house avec des vestiaires.

### Organigramme
- Directeur du centre de formation :  Francis De Taddeo
- Coordinateur du centre de formation :  José Pinot

## Personnalités historiques du centre

### Joueurs

#### Joueurs internationaux
Le tableau suivant donne la liste actualisée des joueurs internationaux français passés par le centre de formation du FC Metz, leur année de naissance, leur nombre de sélections ainsi que la période correspondante.
| Joueur              | Génération | Période   | Sélections |
| ------------------- | ---------- | --------- | ---------- |
| Patrick Battiston   | 1957       | 1977-1989 | 56         |
| Bernard Zénier      | 1957       | 1977-1987 | 5          |
| Carmelo Micciche    | 1963       | 1987      | 2          |
| Sylvain Kastendeuch | 1963       | 1987-1989 | 9          |
| Cyrille Pouget      | 1972       | 1996-1997 | 3          |
| Total               |            | 1977-1997 | 75         |

### Palmarès international des joueurs du centre de formation

#### En Équipe de France
Patrick Battiston remporte en 1984 le championnat d'Europe avec l'Équipe de France face à l'Espagne en France, faisant de lui le seul et unique joueur formé au FC Metz avec un trophée international en Équipe de France.

#### Équipe de France espoirs ou jeunes
Lors du championnat d'Europe des moins de 19 ans en 2010, Gaëtan Bussmann remporte le titre.

### Principaux joueurs ayant réussis en équipe première
Seuls figurent les joueurs ayant disputé au moins 100 matchs officiels toutes compétitions confondues avec l'équipe première du FC Metz. Le joueur formé au club ayant participé au plus grand nombre de matchs officiels sous le maillot grenat est Sylvain Kastendeuch avec 523 matchs accumulés tout au long de sa carrière, faisant de lui le joueur le plus capé de l'histoire du club lorrain.
| Rang | Nom                   | Apparitions | Période                                 |
| ---- | --------------------- | ----------- | --------------------------------------- |
| 1    | Sylvain Kastendeuch   | 524         | 1981 - 1990 & 1994 - 2001               |
| 2    | Philippe Gaillot      | 495         | 1984 - 2002                             |
| 3    | Philippe Hinschberger | 482         | 1978 - 1992                             |
| 4    | Georges Zvunka        | 450         | 1959 - 1972                             |
| 5    | Michel Ettore         | 335         | 1974 - 1979 & 1980 - 1988 & 1990 - 1992 |
| 6    | René Fuchs            | 326         | 1949 - 1963                             |
| 7    | Grégory Proment       | 300         | 1997 - 2006 & 2012 - 2013               |
| 8    | Thierry Pauk          | 288         | 1984 - 1992 & 1996 - 1997               |
| 9    | Vincent Bracigliano   | 286         | 1976 - 1985                             |
| 10   | Michel Heinrich       | 285         | 1958 - 1970                             |
| 11   | Claude Hausknecht     | 268         | 1964 - 1967 & 1970 - 1977               |
| 12   | Raymond Battiston     | 265         | 1945 - 1953                             |
| 13   | François Zdun         | 262         | 1975 - 1983                             |
| 14   | Bernard Zénier        | 257         | 1974 - 1978 & 1986 - 1991               |
| 15   | Cyril Serredszum      | 256         | 1988 - 1998                             |
| 16   | Henri Burda           | 240         | 1948 - 1957                             |
| 17   | André Hess            | 237         | 1952 - 1959 & 1965 - 1967               |
| 18   | Claude Dosdat         | 227         | 1949 - 1960                             |
| 19   | Yeni Ngbakoto         | 211         | 2009 - 2016                             |
| 20   | Wladislas Grabkowiack | 201         | 1947 - 1958                             |
| 21   | Patrick Battiston     | 199         | 1973 - 1980                             |
| 22   | Carmelo Micciche      | 192         | 1980 - 1990                             |
| 23   | Joël Muller           | 188         | 1971 - 1978                             |
| 24   | Jacques Pauvert       | 187         | 1968 - 1973                             |
| 25   | Jacky Pérignon        | 187         | 1970 - 1978                             |
| 26   | Matthieu Udol         | 185         | 2014 - 2025                             |
| 27   | Stéphane Borbiconi    | 183         | 1999 - 2001 & 2009 - 2011               |
| 28   | Romain Métanire       | 179         | 2008 - 2016                             |
| 29   | Jean-Claude Kuhnapfel | 176         | 1951 - 1958                             |
| 30   | Cheikh Gueye          | 168         | 2005 - 2011                             |
| 31   | Luc Sonor             | 167         | 1979 - 1986                             |
| 32   | Babacar Gueye         | 165         | 2003 - 2009                             |
| 33   | Serge Romano          | 156         | 1987 - 1992                             |
| 34   | Alfred Sbroglia       | 152         | 1951 - 1959                             |
| 35   | Ibrahima Niane        | 149         | 2017 - 2023                             |
| 36   | Sylvain Marchal       | 148         | 1999 - 2005 & 2013 - 2015               |
| 37   | Alain Colombo         | 148         | 1980 - 1987                             |
| 38   | Rigobert Song         | 147         | 1994 - 1998                             |
| 39   | Franck Signorino      | 145         | 2000 - 2005 & 2016 - 2017               |
| 40   | David Terrier         | 143         | 1992 - 1997                             |
| 41   | Sébastien Renouard    | 140         | 2002 - 2009                             |
| 42   | Grégory Leca          | 140         | 2000 - 2005                             |
| 43   | Gaëtan Bussmann       | 138         | 2010 - 2015                             |
| 44   | Marco Morgante        | 137         | 1980 - 1985                             |
| 45   | Jean-Philippe Rohr    | 128         | 1979 - 1985                             |
| 46   | Stéphane Morisot      | 127         | 1999 - 2006                             |
| 47   | Diafra Sakho          | 126         | 2010 - 2014                             |
| 48   | Diafra Sakho          | 126         | 2010 - 2014                             |
| 49   | Jonathan Jäger        | 123         | 1996 - 2004                             |
| 50   | Habib Diallo          | 116         | 2015 - 2020                             |
| 51   | Ludovic Obraniak      | 115         | 2002 - 2007                             |
| 52   | Fallou Diagne         | 113         | 2008 - 2012 & 2017 - 2018               |
| 52   | Laurent Agouazi       | 111         | 2005 - 2009                             |
| 53   | Bouna Sarr            | 110         | 2011 - 2015                             |
| 54   | Cheikh Sabaly         | 108         | 2018-                                   |
| 55   | Franck Béria          | 104         | 2001 - 2007                             |
| 56   | Papiss Cissé          | 104         | 2005 - 2009                             |
| 57   | Ablie Jallow          | 102         | 2017 - 2025                             |

## Effectif et encadrements techniques actuels

### Équipe réserve
L'équipe réserve du FC Metz pour la saison 2024-2025 évolue dans le groupe H du championnat de National 3, le cinquième échelon en football du pays. L'équipe est entraînée par Christophe Delmotte depuis le 8 octobre 2024,.

### Équipe U19
L'équipe U19 du FC Metz pour la saison 2024-2025 évolue dans le groupe B du championnat de France U19. L'équipe est entraînée par Stéphane Léoni depuis juillet 2024,.

## Autres sections

### FC Metz International Football Academy

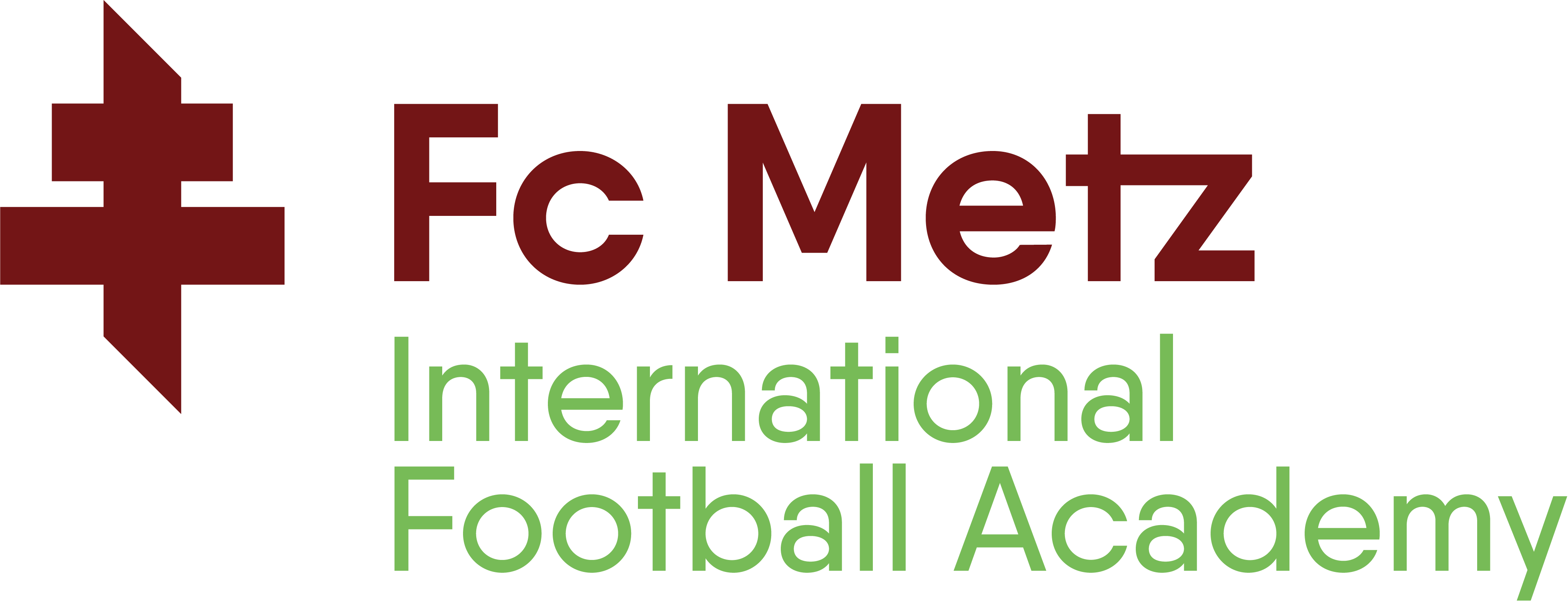
Logo du « FC Metz International Football Academy »

Fondé en 2019, le FC Metz International Football Academy repose sur la dynamique d’un groupe de joueurs, âgés de 16 à 20 ans, venus du monde entier. L’objectif est de leur permettre de s’approcher le plus possible du haut-niveau, en les rassemblant autour d’un projet sportif et scolaire ambitieux.

## Section féminine
Le FC Metz dispose d'une école de football pour la section féminine du club.
L'école de football a pour vocation de sensibiliser les jeunes joueuses à la pratique du football en leur inculquant les bases de la pratique jusqu'au plus haut niveau.

### Joueuses internationales
Le tableau suivant donne la liste actualisée des joueuses internationales françaises passés par le centre de formation du FC Metz, leur année de naissance, leur nombre de sélections ainsi que la période correspondante.
Depuis 2014, une seule joueuse du centre de formation du club a disputé des matchs au sein de l'Équipe de France, il s'agit de Léa Khelifi.
| Joueuses    | Génération | Période | Sélections |
| ----------- | ---------- | ------- | ---------- |
| Léa Khelifi | 1999       | 2021-   | 3          |